# 전민경 (축구인)
전민경(1985년 1월 16일 ~ )은 대한민국의 전직 여자 축구 선수이다. 선수 시절 포지션은 골키퍼였으며, 현재 이천 대교 여자 축구단 플레잉 코치를 맡고 있다.

## 클럽 경력
울산대학교를 졸업한 이후에 이천 대교에서 주전 골키퍼로 활약했다.

## 국가대표 경력
2004년 4월 18일에 열린 괌과의 2004년 아테네 하계 올림픽 여자 축구 아시아 지역 예선 경기에서 처음 출전하면서 대한민국 여자 축구 국가대표팀 선수로 데뷔했으며 태국에서 개최된 2004년 FIFA U-19 세계 여자 축구 선수권 대회에 참가했다.
3차례의 아시안 게임(2006년 도하 아시안 게임, 2010년 광저우 아시안 게임, 2014년 인천 아시안 게임)에 참가했으며 2010년 아시안 게임, 2014년 아시안 게임에서는 대한민국의 여자 축구 동메달에 기여했다. 캐나다에서 개최된 2015년 FIFA 여자 월드컵에 참가한 대한민국 여자 축구 국가대표팀 명단에 이름을 올렸지만 김정미 골키퍼에게 밀려 기용되지 않았다.

## 수상

### 국가대표
- 2004년 AFC U-20 여자 아시안컵 우승
- 2010년 피스퀸컵 우승
- 2010년 광저우 아시안 게임 여자 축구 동메달
- 2011년 키프로스컵 5위
- 2012년 키프로스컵 5위
- 2014년 AFC 여자 아시안컵 4위
- 2014년 인천 아시안 게임 여자 축구 동메달
- 2015년 EAFF 여자 동아시안컵 준우승